# 張掖 (成化進士)
張掖（1447年—？），字輔之，陝西鳳翔府鳳翔縣人，民籍，明朝政治人物。

## 生平
陝西鄉試第十名舉人。成化二十三年（1487年）中式丁未科會試第九十九名，三甲第四十二名進士。

## 家族
曾祖張義；祖父張玉，教諭；父張守樂，巡檢。嫡母高氏；繼母秦氏；生母胡氏。慈侍下。